# Mișcarea Internațională ATD Lumea a Patra
Mișcarea internațională ATD Lumea a patra (în trecut Ajutor pentru toți dezmoșteniții sorții, ulterior Să Acționăm Toți pentru Demnitate) a fost inițiată în octombrie 1957 de preotul Joseph Wresinski (1917-1988) cu familiile (aproape două mii de persoane) trăind într-o tabără de relocare la Noisy-le-Grand (în suburbiile Parisului).
ATD Lumea a Patra are ca obiectiv eradicarea sărăciei extreme. La baza mișcării stă ideea că cei care suferă din această cauză trebuie să fie primii care să facă ceva. Fiecare cetățean se poate angaja în acte concrede de solidaritate și de transformare a mentalităților. Ea propune de asemenea să fie un angajament durabil, pe bază de voluntariat. Prezent la începutul secolului XXI-lea în vreo 30 de țări la nivel de acțiune (datorită unor 450 de voluntari permanenți) și vreo sută de țări prin corespondenți, ea lucrează atât pe teren, cât și la nivel național și internațional.
Creată de preotul catolic Joseph Wresinski, în scopul de a elimina sărăcia extremă, Mișcarea ATD Lumea a patra adună femei și bărbați de diverse origini religioase, filozofice, politice și de oricare origine socială.
Pe data de 29 aprilie 2009 consiliul de administrație a asociației a luat decizia de a da acronimului ATD un sens nou: Să acționăm toți pentru demnitate (în franceză: « Agir Tous pour la Dignité »), urmărind o schimbare începută de filiala filipineză a asociației cu aproximativ zece ani mai devreme.

## Istoria
Tabăra a fost instalată puțin mai devreme, în iunie 1954, de Mișcarea Emmaus și de fondatorul ei, Abatele Pierre (1912-2007). Din noiembrie 1954 până în 1970 erau barăci, denumite „igluuri” de locuitorii acestei așezări. Acestea aveau o lățime de 5,2 metri, și o lungime de 8,4 metri, făcute din plăci ondulate de azbociment. Materialul era folosit la acoperișurile igluurilor din această tabără.

### Fondatorul
Părintele Joseph Wresinski s-a născut într-o familie polonezo-spaniolă de imigranți săraci. Chiar dacă ar fi putut să uite de lumea sărăciei, el alege să se întoarcă în ea. Se mută într-o tabără de familii fără domiciliu la Noisy-le-Grand, aproape de Paris, și locuiește 11 ani în această „tabără temporară”.
Părintele Joseph a declarat într-un interviu, publicat ca o carte (Les pauvres sont l'Église – Săracii sunt Biserica) în 1983:
„ Am fost bântuit de ideea că aceste familii nu vor ieși niciodată din sărăcie atât timp cât nu vor fi acceptate în ansamblul lor, ca un popor, acolo unde și ceilalți oameni își țin dezbaterile. Mi-am promis că, dacă aș rămâne, aș face cumva ca aceste familii să poată și ele să urce treptele Vaticanului, Elysee-ului, ale ONU... ”
Se opune la supa populară și le propune familiilor o grădiniță pentru copii și o bibliotecă. Tot în decursul interviului de mai sus, spune:
„ Nu este vorba de mâncare, de îmbrăcăminte, de care toți acești oameni aveau nevoie, ci de demnitate, să nu mai depindă de bunăvoința celorlalți. ”
Câțiva ani mai devreme, cu ocazia unei adunări, el spunea:
„ [Această] Mișcare nu este o mișcare ce refuză actul de caritate. Noi am ales o altă cale, asta este tot. De ce? Pentru că am început într-un sector în care existau 27 de organizații care acordau o asistență și unde nu era nici un motiv ca noi să devenim a douăzeci și opta. Asta ne-a obligat să alegem alt drum. Au fost circumstanțele ce ne-au ghidat și nu o oarecare superioritate. Am făcut-o pur și simplu pentru că ne-am aflat în fața unei situații în care era mult mai important pentru oamenii ce erau deja ajutați de alții să își conștientizeze propria situație, istorie, identitate. Dacă nu ar fi existat cele 27 organizații, noi am fi distribuit pur și simplu pâine, încălțăminte, am fi făcut ce face și asociația „Secours catholique”, am fi răspuns unei mâini întinse... Dacă ar fi trebuit să cerșesc pentru a îi îmbrăca pe cei săraci aș fi făcut-o.

Toată Mișcarea a fost construită, și și-a construit întâi strategia și filosofia într-un anumit fel, deoarece alții făceau un serviciu, o muncă în locul nostru. Și acestor oameni eu le mulțumesc pentru că au fost de un ajutor extraordinar pentru subproletariat și ne-au permis să urmăm un alt drum. ”— Joseph Wresinski ,  1978
O bibliotecă pentru copii (în aprilie 1957), o capelă (în decembrie 1957), un salon de îngrijire pentru femei (în 1959), o spălătorie (în 1960), niște ateliere pentru adulți (în 1960) și tineri (în 1962), vor fi realizate puțin câte puțin. Cu familiile taberei și câțiva prieteni, o asociație este creată în 1957, care, în 1961, ia numele de „Ajutor pentru toți dezmoșteniții sorții” (în franceză « Aide à Toute Détresse »: ATD).
Geneviève de Gaulle Anthonioz (1920-2002), nepoata generalului de Gaulle, îl întălnește pe Părintele Joseph în octombrie 1958. La începutul lunii decembrie 1958, ea găsește din nou la Noisy-le-Grand sărăcia extremă dar și fraternitatea pe care ea însăși le-a trăit, fiind deportată în perioada regimul nazist într-un lagăr de concentrare din Ravensbrück. După moartea a doi copii într-un incendiu în tabăra în 1960, ea se leagă definitiv de aceste familii foarte sărace și acceptă începând de pe 10 iunie 1964 până pe 28 octombrie 1998 președinția asociației ATD în Franța.
În noroiul taberei de familii fără adapost, Părintele Joseph consideră că accesul la lumea universitară este o problemă decisivă pentru o schimbare reală. El îi cere lui Alwine de Vos van Steenwijk (1921-2012), o diplomată olandeză care venise să-l întâlnească, să creeze un institut de cercetare: Institutul de cercetare și de formare a relațiilor umane (în franceză « Institut de recherche et de formation aux relations humaines »: IRFRH). Un prim colocviu este organizat la UNESCO în mai 1961 și un al doilea în februarie 1964. În urma mai multor studii efectuate la Noisy-le-Grand, cu ajutorul familiilor, sociologul francez Jean Labbens (1921-2005), invitat în tabără, a constatat că, în țările industrializate, o parte a populației rămâne în sărăcie extremă, în ciuda creșterii economice. Puțin câte puțin, se dezvoltă de asemenea o corespondență internațională, prin crearea legăturii cu persoane izolate, angajate în întreaga lume, alături de familiile aflate în sărăcie extremă. Aceasta este nașterea forumului permanent „Sărăcia extremă în lume” (în franceză « Extrême pauvreté dans le monde »), de grupuri de prieteni.
Confruntat cu suferința locuitorilor acestei tabere de oameni fără adăpost, confruntat cu răspunsurile de urgență ale societății, care nu au fost niciodată urmate de soluții reale, se pune problema unui angajament pentru o durată lungă; printre bărbații și femeile din toate categoriile sociale care vin să ajute, unii fac pasul să se angajeze pe termen lung. Un „voluntariat permanent” este creat.
În 1966, cu șase dintre primii voluntari, „opțiunile de bază” ale asociației sunt redactate. Textul începe cu cuvintele următoare:
„ Fiecare om poartă în el o valoare inalienabilă care formează demnitatea lui de om. Oricare ar fi modul lui de a trăi sau gândul lui, situația lui socială sau mijloacele lui economice, originea sa etnică sau rasială, fiecare om păstrează intactă această valoare esențială care îl plasează imediat la rangul tuturor oamenilor. Oferă fiecăruia același drept inalienabil de a acționa în mod liber pentru binele propriu și pentru cel al altora. [...] ”

### O luptă terminologică
Pentru a pune capăt termenilor insultători precum: „cazuri sociale”, „familii inadecvate”, „familii cu probleme”, care dau vina pe cei aflați în condiție de sărăcie extremă, termenii de „excluși” și „excluziune socială” au fost propuși în 1964. Următorul an, este propus termenul de „sub-proletariat”, care caracterizează o parte a populației care nu a beneficiat niciodată de drepturile obținute de proletari. Mai apoi, în 1968, Joseph Wresinski propune o expresie pentru speranță și demnitate: „Lumea a patra”, expresie care va reprezenta de acum înainte adunarea celor săraci și a celor care nu sunt săraci, dar angajați în același refuz al mizeriei.
În 1972, sunt descoperite la întâmplare, de un prieten al Mișcării, „Caiete ale ordinului al patrulea” (în franceză: « Cahiers du quatrième ordre »), publicate la 25 aprilie 1789, care vor situa expresia de „Lumea a patra” într-o perspectivă istorică. Titlul acestei cărți face ecou la organizația societății franceze, înainte de revoluția din 1789. Având în vedere faptul că la vremea respectivă societatea era împărțită – primul ordin fiind reprezentat de cler, al doilea de către nobilime, iar al treilea de către oamenii care nu sunt nici preoți, nici nobili, dar care îndeplinesc o activitate economică (adică agricultori, artizani și comercianți) – prin acest titlu, autorul, un nobil, milita pentru recunoașterea la nivel politic a unui al patrulea ordin: cei nevoiași, săraci, sau invalizi.

### Evoluții
Din 1973, întâlniri internaționale sunt organizate pentru a afirma, în mod public, voința celor din Lumea a patra de a fi ascultați, luați în considerare și, mai presus de toate, utili societății.
În cadrul asociației, unele dintre cele mai dezavantajate familii continuă să fie sursa noilor inițiative. Văzând la televizor taberele de refugiați, ei le spun voluntarilor: „Oriunde există suferință și mizerie, lumea a patra trebuie să fie prezentă”. Inspirați de această interpelare, niște echipe sunt înființate în țările în curs de dezvoltare ca răspuns la solicitările din partea unor prieteni sau instituții din diferite țări. La începutul secolului XXI, Mișcarea ATD Lumea a patra are echipe în 29 de țări și corespondenți în peste 100 de țări.
La 14 februarie 1988, Părintele Joseph Wresinski a murit în decursul unei ințervenții chirurgicale pe cord. După o slujbă în Catedrala Notre-Dame din capitala Franței, a fost înmormântat joi, 18 februarie 1988 în Méry-sur-Oise, la centrul internațional al ATD Lumea a patra. În 1989, a fost creată de Alwine de Vos van Steenwijk, o Casă Joseph-Wresinski în Baillet-en-France, cu misiunea de a colecta publicațiile și scrierile sale și de a extinde cunoașterea mesajului său în întreaga lume. În 2005, este luată decizia de a păstra toate scrierile membrilor ATD Lumea a patra din întreaga lume în Baillet-en-France. În februarie 2007 este inaugurat Centrul internațional Joseph-Wresinski, după renovarea Casei Joseph-Wresinski și construirea unei noi clădiri. Scopul centrului este de a oferi surse pentru lucrarea de cunoaștere a populațiilor foarte sărace și de înțelegere a cauzelor sărăciei.

Mai jos este un extras din ultima contribuție a lui Joseph Wresinski, înainte de plecarea sa în spital, o reflecție asupra drepturilor omului în numele Comisiei Naționale Consultative pentru Drepturile Omului:

„ Sărăcia lucie, punând în imposibilitate drepturile omului în ansamblul lor, reprezintă o risipă insuportabilă de inteligență, inventivitate, speranță și iubire. Este irosirea unui capital nemăsurat al bărbaților, a femeilor și a copiilor în afara drepturilor, administrației, în afara comunității și în afara democrației. Și mai presus de toate, în spatele tăcerii registrelor și statisticilor noastre, există o copilărie distrusă, niște tinerii abandonați la disperare, adulți condamnați să se îndoiască de condiția lor umană și de demnitatea lor.
Pentru că cei mai săraci ne spun adesea: "Nu foamea, sau faptul că nu știi să citești sau nici măcar că nu ai un loc de muncă nu este cea mai mare nenorocire a omului. Cea mai gravă nenorocire este să știi că ești considerat un nimeni, astfel încât chiar suferințele tale sunt ignorate. Cel mai rău este disprețul concetățenilor voștri. Căci disprețul este acela ce vă ține departe de orice drept, acela ce face ca lumea să respingă ceea ce trăiți. Vă împiedică să fiți recunoscuți demni și capabili de responsabilitate. Cea mai mare nenorocire a sărăciei extreme este să fiți ca un mort viu pe toată durata vieții voastre". ”

Puțin timp după moartea sa, niște membri a Mișcării au început un proces de beatificare, gândindu-se că mesajul și viața lui sunt un patrimoniu pe care Biserica nu-l poate nega. Deschis pe 19 martie 1997 de către Monsenior Daniel Labille, atunci Episcop de Soissons, procesul de beatificare a Părintelui Wresinski este pe drumul cel bun.
Pentru a respecta caracterul neconfesional al Mișcări ATD Lumea a patra, această cauză de beatificare a fost întreprinsă de o asociație independentă: asociația Prietenilor Părintelui Joseph Wresinski (în franceză: « Les Amis du Père Joseph Wresinski », prescurtată APJW).

## În Franța

### Raportul Wresinski
Părintele Joseph Wresinski a lăsat, în special, un instrument de reflecție: raportul „Marea sărăcie și precaritate economică și socială” (în franceză: « Grande pauvreté et précarité économique et sociale ») denumit de asemenea „Raportul Wresinski” prezentat Consiliului Economic și Social francez și votat la 11 februarie 1987.
Iată definiția sărăciei extreme propusă în Raportul Wresinski:
„ Precaritatea este lipsa uneia sau mai multor arii de siguranță, în special a celei de angajare, care să permită persoanelor și familiilor să își asume obligațiile lor profesionale, familiale și sociale și să se bucure de drepturile lor fundamentale. Nesiguranța care izvorăște poate fi mai mult sau mai puțin extinsă și are consecințe mai mult sau mai puțin grave și definitive. Aceasta duce la sărăcie mare, atunci când afectează mai multe domenii ale existenței, când devine persistentă, pune în pericol șansele de a-și asuma responsabilități și de a își recupera singur drepturile sale într-un viitor previzibil. ”
Rapoartele către Consiliul Economic și Social al lui Joseph Wresinski în februarie 1987, al lui Geneviève de Gaulle Anthonioz în iulie 1995, și al lui Didier Robert în iunie 2003 au transformat conceptul de luptă împotriva sărăciei. Ea devine o cerință etică legată de demnitatea egală a fiecărei ființe umane. Drepturile omului sunt indisociabile pentru a fi respectate. Aceasta implică o acțiune globală coerentă și orientată spre viitor la nivelul autorităților publice și al partenerilor sociali, construind un parteneriat cu oamenii, familiile și comunitățile foarte sărace.
Cele două rapoarte au oferit niște baze pentru ca mobilizarea cetățenilor și asociațiilor să conducă la crearea Legii privind venitul minim de integrare (în decembrie 1988), a Legii de orientare cu privire la lupta împotriva excluderii (în iulie 1998) și a Legii privind acoperirea universală de sănătate (în iulie 1999).

### Dreptul la o locuință opozabilă
Mișcarea s-a angajat într-o acțiune de lobby pentru a fi votat în Parlament un text stabilind în Franța un „drept la o locuință opozabilă”, care urmează să fie definit în conformitate cu cel de-al 11-lea raport al Înaltului Comitet pentru Locuințele Persoanelor Dezavantajate prezentat Președintelui Republicii în decembrie 2005 și a argumentului „Dreptul la o locuință opozabilă”, care a urmat la data de 17 februarie 2006. Acest argument se bazează pe un principiu simplu: „În absența unei obligații de rezultat pentru puterea publică Legea este fără conținut, deoarece este fără sancțiune”. După mai mulți ani de activitate împreună cu alte organizații, la 5 martie 2007 a fost adoptată Legea privind dreptul la locuință opozabilă (« Loi sur le Droit Au Logement Opposable » așa-zisă Legea DALO).

## Ziua internațională din 17 octombrie
Aceste schimbări legislative foarte importante nu sunt suficiente fără mobilizarea tuturor cetățenilor. 
O întâlnire în mod regulat este lansată începând cu 17 octombrie 1987, atunci când, după apelul Mișcării ATD Lumea a patra, 100 000 de oameni și-au exprimat convingerea că a fi uniți împotriva mizeriei este o datorie sacră:
„ La 17 octombrie 1987 apărătorii drepturilor omului și ale cetățeanului din toate țările s-au adunat în acest loc.

Au adus omagiu victimelor foamei, ignoranței și ale violenței. Și-au arătat convingerea că mizeria nu este fatală. S-au proclamat solidari cu toți cei care luptă în lumea întreagă pentru înlăturarea mizeriei.

Acolo unde oamenii sunt condamnați să trăiască în mizerie drepturile omului sunt violate. A fi uniți pentru a le face respectate este o datorie sacră. ”— Joseph Wresinski 
O dală care poartă acest mesaj a fost plasată pe Place du Trocadero din Paris, acolo unde a fost semnată Declarația Universală a Drepturilor Omului în decembrie 1948.
Această adunare a instituit ziua de 17 octombrie ca Ziua Internațională pentru Eradicarea Sărăciei. În data de 22 decembrie 1992 Adunarea Generală a Organizației Națiunilor Unite a adoptat oficial, prin rezoluția 47/196, această zi.
Cu ocazia acestui eveniment, părintele Joseph Wresinski a citit discursul său « Je témoigne de vous » („Eu mărturisesc despre voi”), care a devenit destul de celebru.
La sfârșitul acestei zile de 17 octombrie 1987, el declară încă:
„ Și poate aceasta ar fi ultima reflexie pe care aș putea să o fac încă, în cazul în care nu aș mai lăsa altceva, cel puțin să vă las această moștenire, a unei Mișcări complet reîntemeiată, având un nou gând. O Mișcare care se poate impune lumii spunând: "Lumea a patra nu mai există, pentru că mizeria este distrusă!". ”
Din 17 octombrie 1987 replici ale dalei din Place du Trocadéro sunt inaugurate în întreaga lume, în onoarea tuturor victimelor mizeriei, de fiecare dată în locuri simbolice.
Menținerea unei liste de replici ale dalelor este o provocare, pe măsură ce inițiativele se înmulțesc. Mai jos, vom discuta câteva inițiative remarcabile:
- În 1987, în Santiago de Compostela (Spania), în Muzeului Pelerinajelor (prima replică a dalei).
- La 21 aprilie 1988, la Geneva (Elveția), în sala Oficiului Internațional al Muncii.
- La 30 mai 1992, la Berlin (Germania), la poala Zidului Berlinului.
- La 21 mai 1993, la Strasbourg (Franța), la Consiliul Europei.
- La 17 octombrie 1996, în New York (Statele Unite), în grădina Palatului Națiunilor Unite, pe peluza nordică.
- La 15 octombrie 2000, la Roma (Italia), în fața Bazilicii Sfântul Ioan din Lateran.
- La 29 mai 2002, la Bruxelles (Belgia), în fața Parlamentului European.

Pentru moment, nici o replică a dalei nu există în nici unul din orașele din România.

## Organizare

### Președinte internaționale
| Termen         | Nume                        |
| -------------- | --------------------------- |
| 1974 – 2002    | Alwine de Vos van Steenwijk |
| 2002 – 2006    | Anoman Jean-Baptiste Oguié  |
| 2006 – 2014    | Cristina "Nina" Lim-Yuson   |
| 2015 – 2020    | Cassam Uteem                |
| 2020 – prezent | Donald Lye Poh Lee          |

### Secretari-Generali
Începând din 1999 și până astăzi, au fost numiți un director general (menționat mai jos în litere îngroșate) și niște directori adjuncți.
| Secretari-Generali                                                 | Origine                                     | Termen         |
| ------------------------------------------------------------------ | ------------------------------------------- | -------------- |
| Joseph Wresinski                                                   | Franța                                      | 1957 – 1988    |
| Claude Ferrand Eugen Brand Gabrielle Erpicum                       | Franța · Elveția · Belgia                   | 1988 – 1993    |
| Stuart Williams Gérard Bureau Bérengère Le Sonneur                 | Marea Britanie · Franța · Franța            | 1994 – 1999    |
| Eugen Brand Susie Devins Bruno Couder                              | Elveția · Statele Unite · Franța            | 1999 – 2004    |
| Eugen Brand Susie Devins Bruno Couder                              | Elveția · Statele Unite · Franța            | 2004 – 2007    |
| Eugen Brand Diana Skelton Isabelle Perrin                          | Elveția · Statele Unite · Belgia            | 2008 – 2012    |
| Isabelle Perrin Diana Skelton Jacqueline Plaisir Jean Toussaint    | Belgia · Statele Unite · Guadelupa · Franța | 2012 – 2016    |
| Isabelle Perrin Bruno Dabout Martine Le Corre Álvaro Iniesta Pérez | Belgia · Franța · Franța · Spania           | 2017 – 2021    |
| Bruno Dabout Chantal Consolini-Thiébaud Martin Kalisa              | Franța · Franța · Rwanda Belgia             | 2021 – prezent |

### Logoul Mișcării
„ Aceștia sunt oameni care pleacă de la întuneric către lumină, de la vest către est, pentru a reține, a prinde din urmă această pasăre care înseamnă speranță, iubire, frăție, dar și bucurie, eliberare. Cercul ar vrea să demonstreze că totul este făcut într-o comunitate, într-o frăție. Întregul pământ este prins în această mișcare de căutare a infinitului. ”— Joseph Wresinski 

## Evoluția asociației la nivel internațional
Anul 1964 a fost cel în care ATD Lumea a patra a trimis pentru prima dată o echipă de voluntari permanenți în afara Franței.
Era la New York (SUA), în cartierul Upper East Side, la invitația lui Lloyd Ohlin (1918-2008), un sociolog american, care conducea programele „Războiul împotriva sărăciei” ("War on Poverty"), lansată la 8 ianuarie 1964 de către Președintele american Lyndon Johnson (1908-1973) și destinat pentru cea de-a cincea parte a populației americane, care este „îmbrăcată prost, prost hrănită, prost găzduită”, în cuvintele președintelui însuși.
Primele instituții ale ATD din țările în care asociația este prezentă astăzi, în ordine cronologic: Franța (creată în 1957), Statele Unite ale Americii (1964), Elveția (1965), Regatul Unit (1968), Belgia (secretariat în 1963; primul voluntar permanent în 1969), Țările de Jos (1970), Italia (1976), Luxemburg (1978), Guatemala (1979), Insula La Réunion (în 1979; din punctul de vedere tehnic, tot Franța este), Thailanda (1980), Mauritius (1980), Burkina Faso (1981), Coasta de Fildeș (1981), Canada (1982), Senegal (1982), Haiti (1983), Republica Centrafricană (1984), Germania (1984), Peru (1987), Filipine (1987), Madagascar (1989), Honduras (1991), Spania (1992), Bolivia (1994), Republica Democratică Congo (1997), Irlanda (1999), Tanzania (1999), Polonia (2005), Brazilia (2007), Mexic (2007), Camerun (2014), Bulgaria (2015).

### Acțiune cu instituțiile la nivel internațional
Mișcarea internațională ATD Lumea a patra a fost înregistrată în Franța în data de 22 noiembrie 1974 cu Alwine de Vos van Steenwijk ca prima președinte, post pe care îl va pastra până în 2002.
Mișcarea internațională a obținut statutul consultativ cu Consiliul Economic și Social al Organizației Națiunilor Unite (ECOSOC) în 1974 și statut consultativ general (statut II) în 1991, statutul consultativ cu Consiliul Europei în 1977 (participativ din 2003), cu UNESCO și Organizația Internațională a Muncii (OIM) în 1978 și cu UNICEF în 1979.
ATD Lumea a patra nu are nicio afiliere politică sau confesională.

#### Delegația la instituțiile europene
În octombrie 1972 a fost creată la Bruxelles delegația la instituțiile europene și ATD Lumea a patra a participat la creerea a primului intergrup de deputați europeni în ianuarie 1980. Astăzi, acest intergrup este cunoscut sub denumirea „Sărăcie extremă și Drepturile Omului” ("Extreme Poverty and Human Rights"), de asemenea denumit până în 2009 „Comitetul Lumea a patra” la Parlament european. În jurul intergrupului se adunau, în 2015, 30 dintre cei 751 deputați europeni, din 12 țări diferite (în mare parte din Italia), dintre care nici un deputat din România.

## Orientările asociației și principiile acțiunilor sale

### Mișcarea respingerii sărăciei
Mișcarea ATD Lumea a patra nu face distribuții (de hrană, de îmbrăcăminte, etc.), dar are acțiuni de tip cultural care sunt pe termen lung. Cu cei mai săraci, el încearcă să schimbe viziunea societății asupra sărăciei și excluziunii. A refuza mizeria este să o distrugi. Este contrarul asistenței care închide oamenii în dependență. Așa cum a declarat odată Joseph Wresinski:
„ Nu existăm pentru a gestiona mizeriei, ci s-o distrugem. ”

### O mișcare a drepturilor omului
În cadrul unei mișcări a drepturilor omului, Joseph Wresinski⁠(en)[traduceți] a rezumat inspirația care îl animă prin declarația: „Acolo unde oamenii sunt condamnați să trăiască în mizerie, drepturile omului sunt violate. A fi uniți pentru a le face respectate este o datorie sacră”. Este gravată pe esplanada libertăților și drepturilor omului de la Trocadéro din Paris. Aceste drepturi sunt centrul Zilei Mondiale pentru Eradicarea Sărăciei, care este marcată în fiecare an la 17 octombrie.

### Prioritate pentru cel mai sărac
Mișcarea ATD Lumea a patra are dorința constantă de a se întâlni cu cei mai îndurași de mizerie, cei mai uitați; acestea persoane sunt baza și măsura tuturor proiectelor.

## Distincții
În februarie 1990 Mișcarea Internațională ATD Lumea a Patra a fost premiată cu Premiul pentru drepturile omului din Republica Franceză „pentru un proiect de bibliotecă de străzi în cartierele sărace din Dakar în Senegal”.
În decembrie 2008 Mișcarea Internațională ATD Lumea a Patra a primit mențiunea onorabilă a Premiului UNESCO / Bilbao pentru promovarea unei culturi a drepturilor omului „pentru activitățile sale de combatere a sărăciei‟. 